# Dah Barādar
Dah Barādar (persiska: ده برادر) är en ort i Iran.   Den ligger i provinsen Lorestan, i den västra delen av landet, 500 km sydväst om huvudstaden Teheran. Dah Barādar ligger 873 meter över havet och antalet invånare är 249.
Terrängen runt Dah Barādar är huvudsakligen kuperad, men åt sydost är den bergig.Runt Dah Barādar är det ganska tätbefolkat, med 52 invånare per kvadratkilometer. Närmaste större samhälle är Garāb, 10,0 km norr om Dah Barādar. Omgivningarna runt Dah Barādar är i huvudsak ett öppet busklandskap.